# David Morse
David Morse (11. října 1953, Hamilton, Massachusetts) je americký televizní a filmový herec, nominovaný na cenu Emmy v roce 2006. Hereckou kariéru začal v roce 1980, objevuje se i v televizních filmech a televizních seriálech (např. Dr. House) a v divadelních inscenacích na Broadwayi i mimo ní. Většinou podává přesvědčivé výkony v rolích policistů, agentů, vyšetřovatelů apod.

## Filmy
- 2011 Drive Angry
- 2008 Cestující
- 2008 Smrt čeká všude
- 2007 Disturbia
- 2006 16 bloků
- 2001 Srdce v Atlantidě
- 2000 Tanec v temnotách
- 1999 Zelená míle
- 1988 Vyjednavač
- 1997 Kontakt
- 1996 Skála
- 1995 Časožrouti
- 1980 Inside Moves

## Seriály
- 2014 Temný případ
- 2010 Treme
- 2004 Dr. House

## Osobní život
Od roku 1982 je ženatý se Susan Wheeler Duffovou a má s ní tři děti.